# Natalia (Texas)
Natalia es una ciudad ubicada en el condado de Medina, en el estado estadounidense de Texas. Según el censo de 2020, tiene una población de 1.202 habitantes.

## Geografía
Natalia se encuentra ubicada en las coordenadas 29°11′18″N 98°51′5″O / 29.18833, -98.85139. Según la Oficina del Censo de los Estados Unidos, Natalia tiene una superficie total de 3.61 km², de la cual 3.6 km² corresponden a tierra firme y (0.14%) 0.01 km² es agua.

## Demografía
Según el censo de 2010, había 1.431 personas residiendo en Natalia. La densidad de población era de 396,63 hab./km². De los 1.431 habitantes, Natalia estaba compuesto por el 77.78% blancos, el 0.35% eran afroamericanos, el 0.98% eran amerindios, el 0.35% eran asiáticos, el 0% eran isleños del Pacífico, el 18.45% eran de otras razas y el 2.1% pertenecían a dos o más razas. Del total de la población el 83.58% eran hispanos o latinos de cualquier raza.